# The Lily
The Lily est le premier journal américain édité par des femmes et pour les femmes. Il a été publié de 1849 à 1856. Longtemps dirigé par Amelia Bloomer, vendu en 1854 à Mary Birdsall, il promeut initialement la tempérance puis s'ouvre au combat pour l'émancipation des femmes.

## Histoire

### Débuts

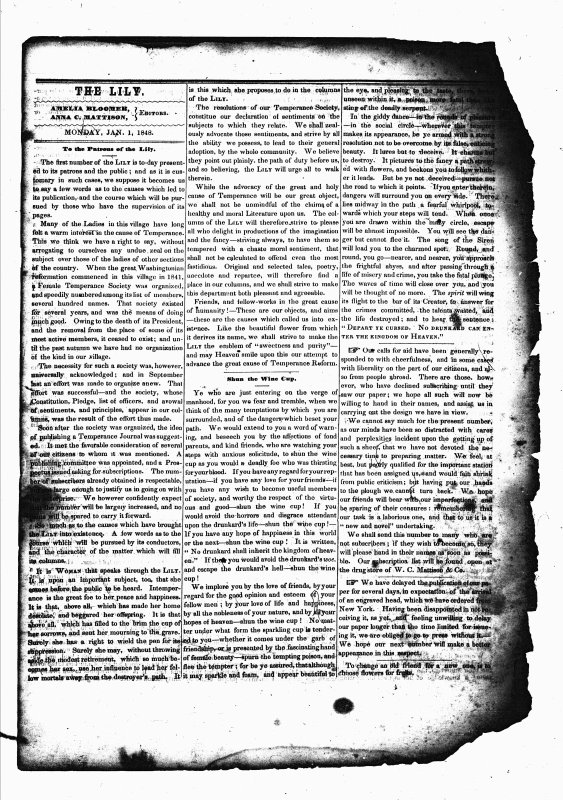
Le premier numéro, daté du 1er janvier 1849.

Le premier numéro de The Lily paraît le 1er janvier 1849 ; le journal est édité à Seneca Falls (État de New York) et distribué au prix de 50 cents par année auprès des adhérents de la Seneca Falls Ladies Temperance Society, fondée en 1848 (cf. Convention de Seneca Falls),. Rapidement toutefois, face aux obstacles rencontrés, l'enthousiasme de la Seneca Falls Ladies Temperance Society pour le tout nouveau journal s'amenuise et Amelia Bloomer décide d'en assurer seule l'édition. Si lors des premières parutions, l'entête du journal indique « Published by a committee of ladies » (en français : « Publié par un comité de femmes »), dès 1850, l'inscription est remplacée par la mention du seul nom d'Amelia Bloomer.
L'intérêt premier d'Amelia Bloomer n'était pas porté vers les droits de la femme, mais vers la tempérance. Le premier numéro de The Lily expose ainsi la philosophie du journal : « C'est la femme qui s'exprime à travers The Lily. C'est sur un sujet important qu'elle vient devant le public pour se faire entendre. L'intempérance est le grand ennemi de sa tranquillité et de son bonheur,. »
L'implication, par Amelia Bloomer, de nombreux éditeurs et contributeurs s'entraidant fera office de modèle d'organisation pour les publications en faveur du droit de vote des femmes qui naîtront ultérieurement. Durant la même période, en effet, d'autres périodiques édités par des femmes et consacrés aux questions féminines voient le jour, parmi lesquels : The Genius of Liberty (1851–1853), édité par Elizabeth Aldrich ; The Pioneer and Woman's Advocate (1852–1853), édité par Ann W. Spencer ; The Una (1853–1855), édité par Paula Wright Davis ; The Revolution (en) (1868–1872), édité par Susan B. Anthony, Elisabeth Cady Stanton et Parker Pillsbury ; The Woman's Advocate, (1855–1858) et The Sibyl (1856–1864), édité par Lydia Hasbrouck. The Lily en est le précurseur, ainsi que l'évoque Amelia Bloomer : « The Lily fut le premier journal consacré aux intérêts de la femme et, pour autant que je sache, le premier possédé, édité et publié par une femme,. »

### 1850-1854
En 1850, The Lily se décrit comme « dévoué aux intérêts des femmes » ; en 1852, le journal affirme se consacrer à « l'émancipation de la femme vis-à-vis de l'intempérance, l'injustice, les préjugés et le sectarisme »,.
De manière croissante au début des années 1850, les mouvements pour la tempérance et pour le suffrage des femmes se rejoignent dans The Lily. Elisabeth Cady Stanton, contributrice, exige ainsi dans un article que les femmes participent à l'élaboration des lois pour restreindre les ventes d'alcool, et autoriser le divorce des hommes intempérants. Amelia Bloomer écrit quant à elle que « la seule façon dont les femmes peuvent servir de manière efficiente cette cause [la tempérance] est l'urne,. » Des articles sont également publiés sur les grandes questions sociétales de l'époque : droit de propriété, éducation, emploi, esclavage (y compris l'esclavage des femmes par les hommes), réforme vestimentaire (Amelia Bloomer promeut ainsi des culottes courtes – nommées bloomers – plus pratiques pour les femmes que les longues robes de l'époque), etc. The Lily passe d'un tirage de 500 exemplaires par mois à 4 000, essentiellement en raison de la controverse née de la réforme vestimentaire qu'Amelia Bloomer prône,.

### 1854-1856
Fin 1853, Amelia Bloomer et son mari s'installent à Mount Vernon (Ohio), d'où elle continue d'éditer le journal, qui bénéficie alors d'une diffusion nationale supérieure à 6 000 exemplaires. Elle vend finalement The Lily à Mary Birdsall – une militante des droits des femmes de l'Indiana – en 1854 en raison de son départ pour Council Bluffs (Iowa), où les infrastructures ne lui auraient pas permis de continuer à publier le journal. Elle demeure toutefois rédactrice les deux années que dure encore The Lily. Le dernier numéro paraît le 15 décembre 1856.